# Bahnhof Sebnitz (Sachs)
Der Bahnhof Sebnitz (Sachs) ist eine als Bahnhof klassifizierte Betriebsstelle der Bahnstrecke Bautzen–Bad Schandau und der hier einmündenden Strecke von Rumburk (Rumburg). Er liegt auf dem Gebiet der Stadt Sebnitz in Sachsen. Sebnitz ist Grenzbahnhof im Verkehr mit der Tschechischen Republik.

## Geschichte
Der Bahnhof Sebnitz besteht seit der Eröffnung der Bahnstrecke Bautzen–Bad Schandau am 1. Juli 1877.

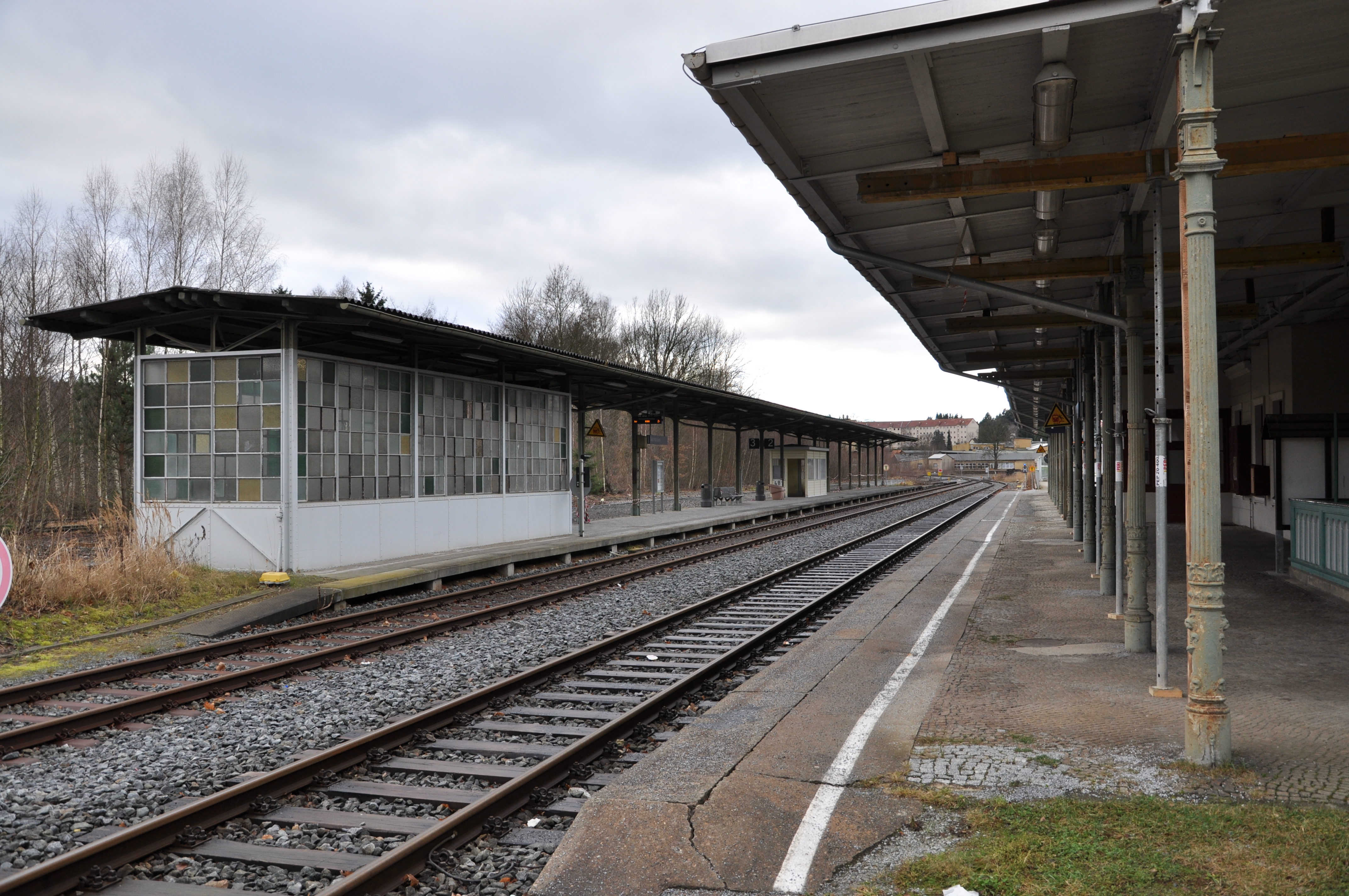
Bahnsteige (2013)

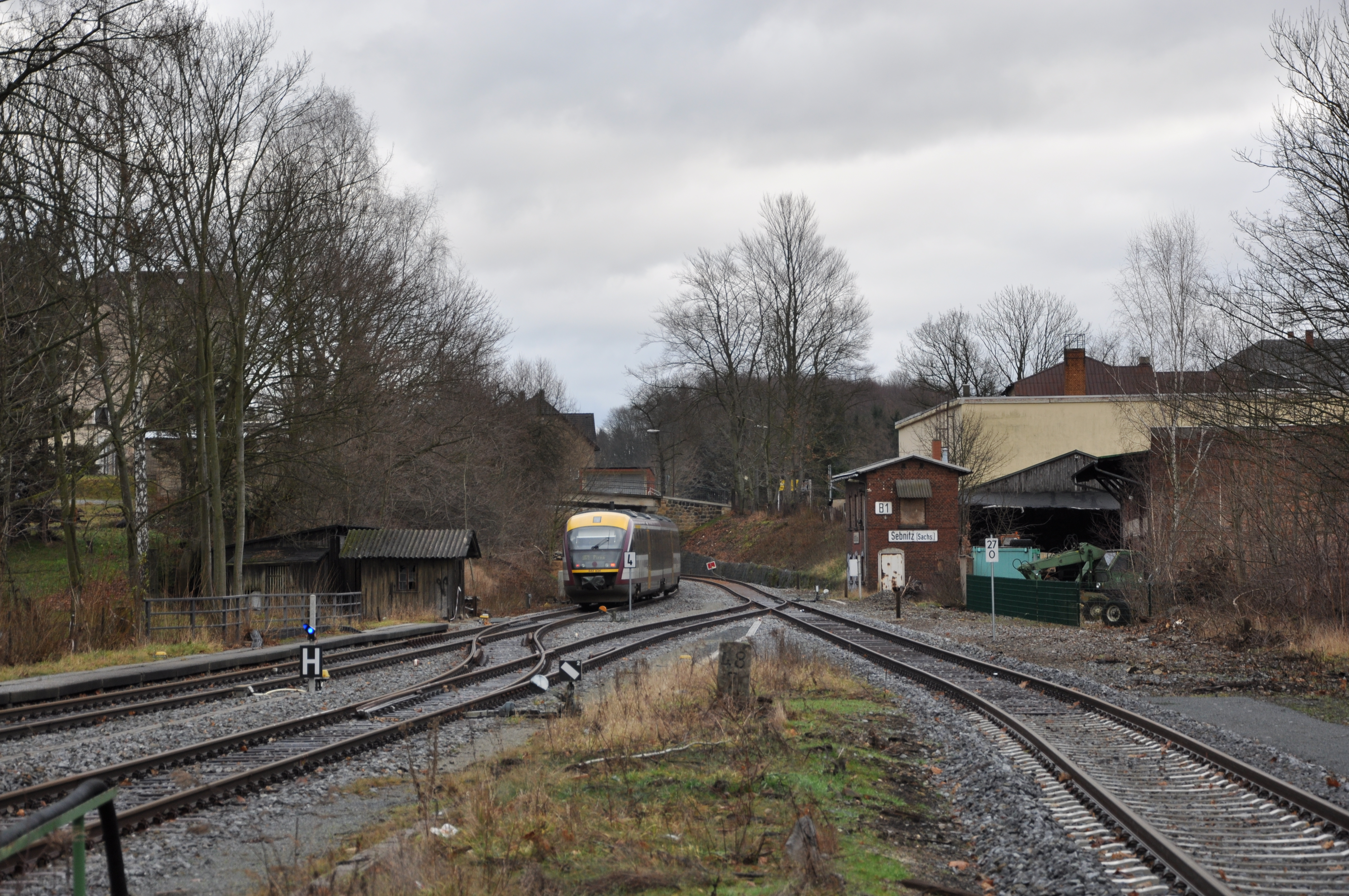
Ausfahrender Reisezug der Städtebahn Sachsen Richtung Neustadt (2013)

Seine größte Ausdehnung erhielt der Bahnhof Sebnitz im Jahr 1905 im Zuge des Baues der grenzüberschreitenden Strecke nach Rumburg. Für den Reiseverkehr standen nunmehr drei Bahnsteiggleise zur Verfügung, wovon zwei an einem Inselbahnsteig lagen. In seiner größten Ausdehnung vor 1945 hatte der Bahnhof fünf Haupt- und elf Nebengleise mit 24 Weichen. Dazu kamen zwei private Anschlussgleise, die direkt im Bahnhof eingebunden waren. In der Funktion als Grenzbahnhof fanden in Sebnitz die Passkontrollen im Reiseverkehr statt. Die Zollkontrollen im grenzüberschreitenden Reise- und Güterverkehr übernahm der benachbarte, in Böhmen gelegene Bahnhof Nieder Einsiedel.
Nach der Gründung des Staates Tschechoslowakei nach dem Ersten Weltkrieg kam es zu einem ersten Bedeutungsverlust des Bahnhofes im grenzüberschreitenden Verkehr. Ende der 1930er Jahre bediente die ČSD den Bahnhof Sebnitz nur noch mit zwei Zugpaaren täglich, von denen eines von und nach Česká Lípa/Böhmisch Leipa durchgebunden war.
Eine erste grundlegende Veränderung im Betrieb des Bahnhofs trat im Oktober 1938 mit der Angliederung des Sudetenlandes an Deutschland ein. Mit der nicht mehr existenten Staatsgrenze verlor der Bahnhof den Status als Grenzbahnhof.
Nach der Wiedererrichtung des Staates Tschechoslowakei im Jahr 1945 wurde der grenzüberschreitende Verkehr nicht wieder aufgenommen. Ein Rückbau von Gleisen und Anlagen erfolgte in diesem Zusammenhang jedoch nicht.
In den 1980er Jahren belief sich der Güterverkehr im Bahnhof Sebnitz auf bis zu 30 Wagen täglich, die im Bahnhof selbst be- und entladen oder verschiedenen Anschließern zugestellt wurden. Allein der VEB Fortschritt Landmaschinen auf dem Gelände des vormaligen Hebezeugwerks hatte täglich einen Empfang von zehn Wagen.
Eine Zäsur war die politische Wende im Osten Deutschlands in den Jahren 1989/90. Innerhalb kürzester Zeit stellten die meisten Industriebetriebe in Sebnitz ihre Produktion ein oder setzten fortan auf den Straßentransport. Bis zur offiziellen Einstellung des Güterverkehrs am Bahnhof Sebnitz zum 23. Dezember 1994 wurden nur noch für einen Schrotthändler sowie ein Kohlen- und Baustoffhandel Wagen zugeführt.
Im Jahr 2002 begann der Abbau aller ungenutzten Gleisanlagen, sodass seitdem nur noch die drei Bahnsteiggleise für den Zugverkehr zur Verfügung stehen. Bis 2006 erfolgte der Abriss sämtlicher Nebengebäude einschließlich des Güterschuppens. Auf dem beräumten Areal entstand eine moderne ÖPNV-Schnittstelle mit 60 P+R-Parkplätzen.
Im Zusammenhang mit der Wiedereinbindung der grenzüberschreitenden Strecke Rumburk–Sebnitz erfolgte im Jahr 2009 ein erneuter Umbau der Anlagen. Die beiden mechanischen Stellwerke der Bauform Bruchsal G nahm man außer Betrieb und führte stattdessen einen technisch unterstützten Zugleitbetrieb (TuZ) ein. Rückfallweichen ermöglichen seitdem weiterhin bedarfsweise Zugkreuzungen. In den Jahren 2013 und 2014 erneuerte man noch den Inselbahnsteig, der nun eine einheitliche Höhe von 550 mm über Schienenoberkante hat. Dabei verschwand auch die markante Überdachung. Zur Gewährung der Barrierefreiheit baute man am südlichen Bahnsteigende einen neuen niveaugleichen Übergang zum Hausbahnsteig.
Als abschließende Maßnahme zum Projekt „Lückenschluss“ wurde im Sommer 2016 der Hausbahnsteig einschließlich der Überdachung erneuert. Die investierten Mittel in Höhe von 300.000 Euro stammen aus der Leistungs- und Finanzierungsvereinbarung (LuFV) zwischen Bund und DB AG sowie vom Verkehrsverbund Oberelbe.
Seit der Wiederaufnahme des grenzüberschreitenden Verkehrs am 5. Juli 2014 wird der Bahnhof Sebnitz im Zweistundentakt von den Regionalbahnen der Linie U28 (Děčín–Rumburk) und RB71 (Pirna–Sebnitz) bedient.
Seit dem 3. Februar 2017 ist Sebnitz der dritte offizielle Nationalparkbahnhof in Deutschland. Neben dem Bürgermeister von Sebnitz Mike Ruckh waren bei der Einweihungsveranstaltung die Leiter der Nationalparke Sächsische Schweiz und Böhmische Schweiz, Dietrich Butter und Pavel Benda, zugegen. Ein 360°-Panorama im Wartesaal zeigt den weiten Blick, den Wanderer in der grenzüberschreitenden Nationalparkregion haben.